# رازمیک واسیلیان
رازمیک آرسنی واسیلیان (ارمنی: Ռազմիկ Արսենի Վասիլյան؛  زادهٔ ۱۰ نوامبر ۱۹۶۰ - درگذشته ۱۵ مارس ۲۰۰۵) فرد نظامی اهل ارمنستان بود.

## زندگی‌نامه
وی در ۱۰ نوامبر ۱۹۶۰ در ایروان به دنیا آمد و از دانشگاه دولتی اقتصاد، آمار و انفورماتیک مسکو (۱۹۸۸) فارغ‌التحصیل گشت. همچنین برندهٔ جوایزی همچون مدال گارگین نژده (۲۰۱۵) و مدال شجاعت (۲۰۱۱) شده است. وی در ۱۵ مارس ۲۰۰۵ در سن ۴۴ سالگی در اثر بیماری‌های ناشی از سال‌های جنگ در ایروان درگذشت و در آرامستان نظامی یرابلور به خاک سپرده شد.

## یادداشت
1. ↑  Մոսկվայի տնտեսագիտության, վիճակագրության և ինֆորմատիկայի պետական համալսարան